# Аманда О (телесериал, Россия)
«Ама́нда О» — российский телесериал, ремейк одноимённого аргентинского телесериала. Телесериал снят по лицензии «Dori Media International GmbH» продюсерской компанией Star Media по заказу телеканала СТС. На DVD первые 12 серий «Аманды О» были выпущены 2 июня 2011 года компанией «Флагман Дистрибьюшн», готовятся к выпуску оставшиеся 8 серий.

## Трансляция
Телеканал «СТС» показал в своём будничном эфире, в 20:00, только 4 серии с 13 декабря 2010 года по 16 декабря 2010 года, после чего перенёс показ сериала на 08:00, показав 20 декабря 2010 года 5-ю серию, после которой сериал окончательно покинул эфир «СТС».
Причины снятия с эфира сериала «Аманда О» озвучила телекритик издательского дома «КоммерсантЪ» Арина Бородина: 

«И снова провал. Причем стремительный и оглушительный. Посмотрев первые серии „Аманды О“, понимаешь, что Анастасия Заворотнюк, играющая избалованную звезду шоу-бизнеса, в одночасье ставшую обычной рядовой гражданкой, сделала все, что могла. Играет она прилично, вытягивает в сериале почти полное отсутствие режиссуры и невероятно мутный сценарий, где понять причинно-следственную мотивацию происходящего на экране крайне трудно. Если ещё первые две серии были в пределах средней доли канала или немного ниже, то уже третью и четвертую серии среди тех, кому от 6 до 54 лет, в среднем смотрело всего 4-5 % зрителей (в Москве вообще 3 %), что почти вдвое меньше средних показателей СТС. Естественно, на канале без всяких объяснений уже с этого понедельника показ „Аманды О“ в прайм-тайм прервали, спешно перенесли на восемь утра, а скорее всего, и совсем его уберут, оставив в старом году».— 
Креативный продюсер «СТС» Владислав Бухарцев также прокомментировал ситуацию с показом сериала «Аманда О» на канале «СТС»: 

«Старт „Аманды О“ оказался не таким ярким, как планировалось, сериал решили придержать до будущего года».— 

## В главных ролях
- Анастасия Заворотнюк — Аманда О, певица и актриса
- Всеволод Болдин — Денис Скобелев, художник
- Николай Тамразов — Петрович
- Григорий Калинин — Тино, поклонник Аманды О
- Дмитрий Сергин — Таран, поклонник Аманды О
- Екатерина Маликова — Лже-Аманда
- Леонид Громов — Феликс, менеджер Аманды
- Михаил Владимиров — Серж, муж Аманды
- Анастасия Безбородова— Ася Бубликова, ассистент Аманды

## DVD
2 июня 2011 года на DVD состоялся релиз первых 12 серий «Аманды О», готовились к изданию оставшиеся 8 серий.

## Производство
Сериал снимался в Москве. Производящая компания Star Media. Съемки сериала происходили преимущественно на натуре, для первых съемочных дней был выбран особняк художника Валерия Врадия в центре Москвы, съёмки также проходили в баре «Лентяй» возле станции метро Бауманская, и на Рублёвке. Здание детского дома из первой серии на самом деле подсобное помещение городского парка, недалеко от Водного стадиона.